# シロフクロウ
シロフクロウ（白梟、学名：Bubo scandiacus）は、フクロウ目フクロウ科に分類される鳥類。名のとおり白色の羽毛に覆われた大型のフクロウで、北極圏のツンドラ地帯に分布する。
ワシミミズク属（Bubo属）に分類されるが、シロフクロウ属（Nyctea属）という独立した属で扱うこともあり、この場合の学名は Nyctea scandiacus となる。

## 分布
繁殖期には北極圏に広く分布する。冬は多くの個体がユーラシア大陸や北アメリカ大陸などの亜寒帯まで南下し、日本でも北海道でまれに見られる。鳥取県や広島県など、さらに南で記録されたこともある。日本での記録はほとんど冬だが、北海道の大雪山系では夏に記録されたこともある。

## 形態

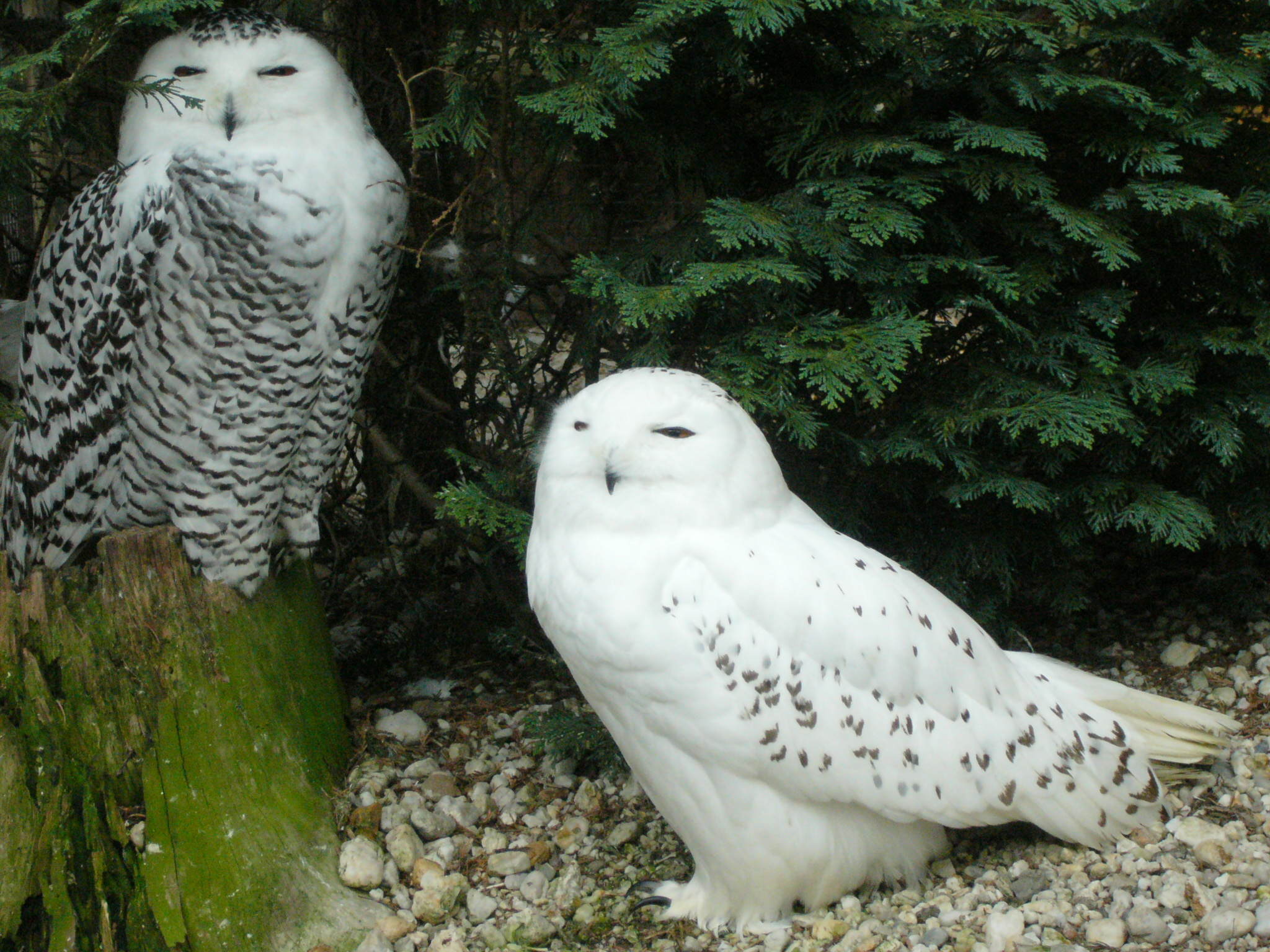
シロフクロウのつがい。左がメスで右がオス

全長は50cm-60cm、翼を開いた翼開長は140cm-165cmほど。羽毛は白色で、足の指まで羽毛が生えており、短いくちばしも顔の羽毛の中に埋もれる。目の虹彩は黄色で、くちばしは黒い。成熟したオスがほぼ純白なのに対し、メスと若鳥は黒や褐色の細かいしま模様がある。雛の羽毛は灰色がかっている。また、メスの方がオスより大きく、フクロウ類にしては珍しく雌雄の判別がしやすい。

## 生態

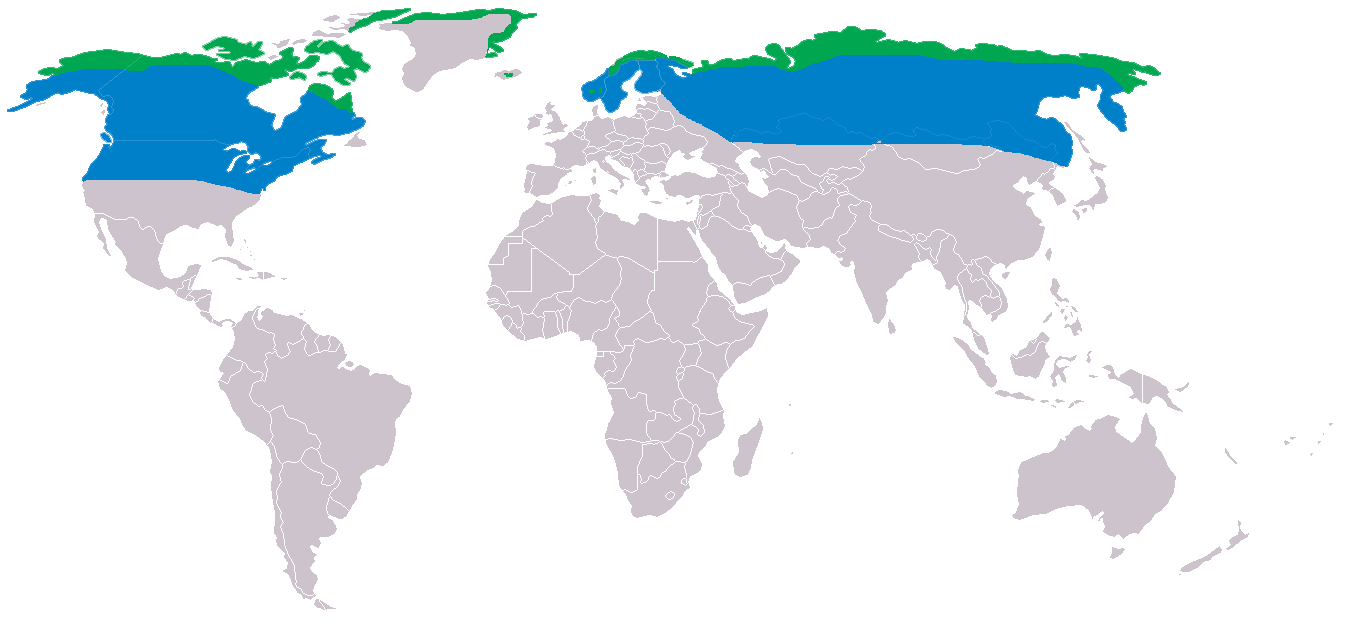
緑色部分が繁殖地。青色部分が越冬地

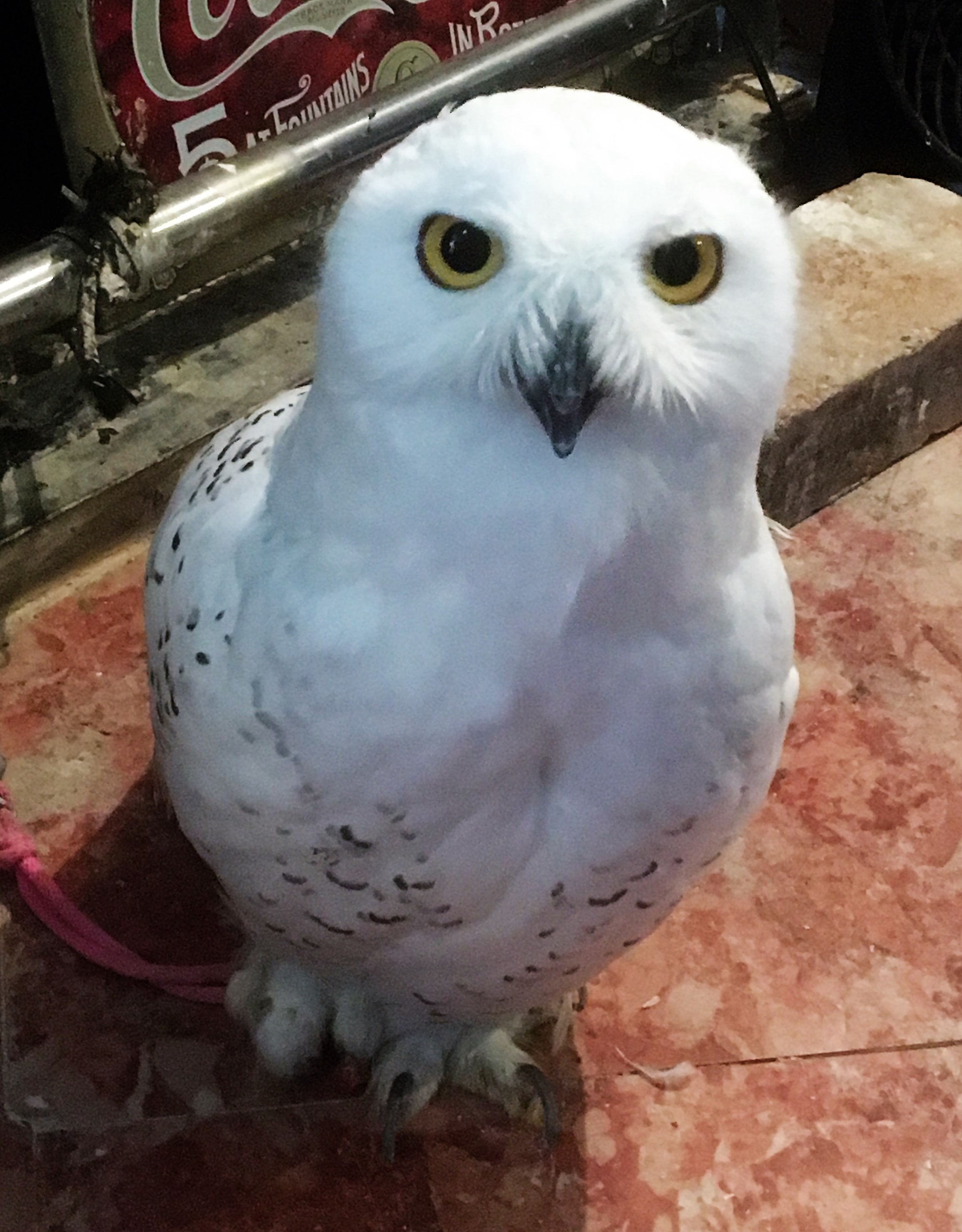
床の上で過ごすシロフクロウ

ツンドラ、草原、湿地、岩場などの開けた場所に生息する。本種はフクロウ類の中では例外的に日中でも活動する特徴がある。これは、北極圏の夏は夜がない白夜のためである。
めったに木にとまることはなく、単独で平原の氷塊や岩、切り株などの見通しの効く高い場所に止まって獲物を探す。ペット用に繁殖された個体も同様で、床の上で過ごす時間が長い。歩行速度はフクロウとしては速いが、鉤爪であるためにスマートな移動は出来ない。狩りは朝夕に多く行われるが、日中でも活発に活動する。主な獲物はレミングやヤチネズミなど小型ネズミ類で、稀にカモ類や爬虫類などを捕食することもある。レミングを捕える時は他のフクロウのように直接飛びかからず、レミングの掘ったトンネルの上でピョンピョンと跳びまわり、驚いてトンネルから飛び出したレミングを襲う。
春にツンドラの高台に営巣する。オスは縄張りを持つが、餌の状況がよいときは複数のメスとつがうこともある。抱卵中は攻撃的で、巣に近づくものは人間であっても上空から急降下して追い払う。繁殖成功率はレミングの個体数によって大きく左右され、レミングが少ないと多くの雛が死ぬ。

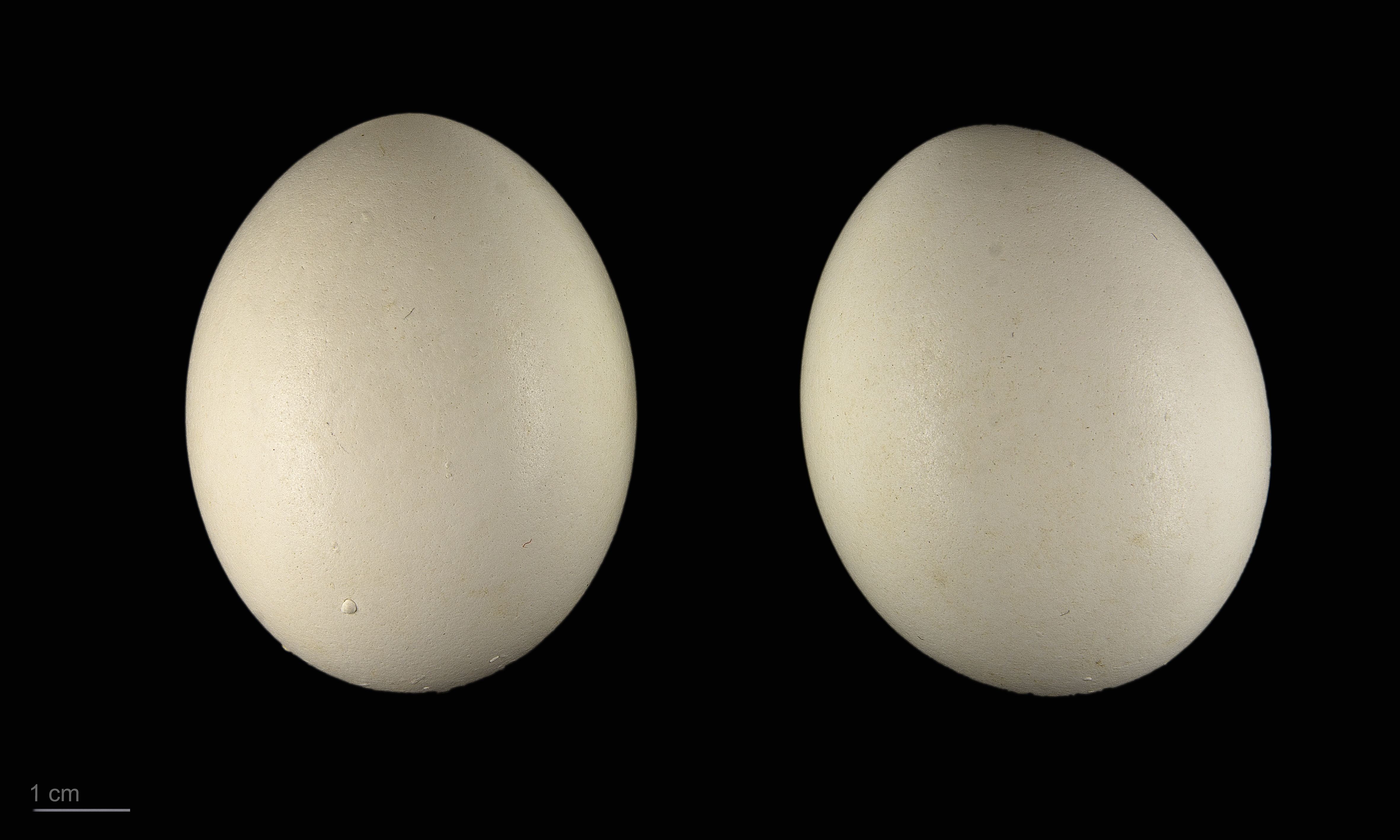
Bubo scandiacus

## 雑情報
- カナダ、ケベック州の州鳥。
- ハリー・ポッターシリーズで、主人公ハリーが飼うフクロウのヘドウィグが、このシロフクロウである。この影響で、ペットとしてフクロウを飼う者が増えたが、飼いきれずに不法にリリースする者が続出し、イギリスなどで社会問題になっている。同国では、6か月の刑もしくは罰金5000ポンドが課される[2]。
- 『邪眼は月輪に飛ぶ』は、一羽の奇怪なシロフクロウをめぐる物語である。
- インターネットスラングの一種である「O RLY?」は、シロフクロウの写真を用いたイメージで表現されることが多い。
- 眠い時や周囲の光が眩しいときに目を細めることがあり、そのとき、まるで笑っているような表情になる。